# 訪問學者
訪問學者或客座教授在學術界是指一所學術單位的學者前往拜訪另一所學術單位。他們在所訪問的學術機構裡，有專題的開堂授課，或者進行著有專題的學術研究。若是要進行學術研究，則專題通常是訪問學者所認為重大且亟欲探討的。此職大部份是未給薪的，而年限基本為一年， 但可視情況延長時限。

## 簡介
設立訪問學者的目的，在於使從事此職之學者，能將母校（尤其是學者本身）所欲探究的學術問題，帶到另一所學術機構去研習和深造。他們所要探究的學術問題，必須是能在研究完成後，對社會於知識和研究上，因其社會價值性而引發更多的國際學者有興趣且前來跟進探索。因此為了促使更多的學者去研究所設定的專題，訪問學人需要積極地參與許多具有貢獻性質的學術機構活動，包括：
- 在所訪問的機構內，開堂授課
- 積極與研究生討論正式或非正式的議題
- 參與所訪問的學術機構之文學院或理學院（的學術職員）正進行的研究，並擔負著一定的研究任務
- 在所訪問的學術機構內，於客座講學或小型研討會上，以教學形式做出貢獻
- 發表學術論文，以做為整個學術訪問計劃的總結

## 另見
- 交換學生
- 留學生

### 引用
1. ↑  CMU, op. cit.
2. ↑  HLS, op. cit.
3. ↑  UT, op. cit.

### 來源
- CMU. "MCS Non-Salaried Scholarly Appointments: Visiting scholar appointments". 卡內基美隆大學.
- HLS. "Visiting Scholar and Researcher (VS/VR) Program" （页面存档备份，存于）. 哈佛大學法學院
- UT. "Visiting Scholar" （页面存档备份，存于）. 德克薩斯州大學奧斯汀分校.
- HKSYU "Visiting Scholar" （页面存档备份，存于） [Hong Kong Shue Yan University].